# Amazon Product Advertising API
Amazon's Product Advertising API(Amazon商品広告API)は、アプリケーションプログラマーがAmazonの製品カタログデータにアクセスできるようにするWebサービスおよびアプリケーションプログラミングインターフェイス (API)。SOAPプロトコルまたはRESTプロトコルのいずれかを介してアクセス可能であるため、サードパーティーのWebサイトおよびアプリケーションを介して製品をリストおよび/または販売することができる。これはAmazonサービスの製品であり、Amazon Web Servicesとの混同に注意する必要がある。

## 機能
Amazon.comは商品広告APIを3種類のユーザーに向けて制作した:
- アソシエイツ: サードパーティーのサイトの所有者でAmazon商品へのより効果的なスポンサー付きアフィリエイトリンクを構築し、紹介料の引き上げを望むユーザー
- ベンダー: 在庫を管理し、バッチ製品のデータフィードを受け取るAmazonプラットフォームの販売者
- 開発者: Amazon主導の機能をアプリケーションに組み込んだサードパーティー開発者

このAPIにより、顧客はAmazon.comの製品カタログを検索または閲覧することができ、詳細な製品情報、レビュー、および画像を取得するほか、顧客のショッピングカートに接続することができる。 顧客がサードパーティーのウェブサイトまたはアプリケーションを通じてAmazonで購入すると、そのサイトの運営者は紹介料として対象商品の売上に対して最大8％(Amazon アソシエイト・プログラムとAPIを組み合わせた場合)の収益を上げることができる。

## 目的
無料の商品広告APIの目的はパートナーにAmazonの商品を売り込むことで収益を上げる機会を提供することである 。主にAmazonが利益を獲得する可能性があるか、少なくともその可能性を秘めているアプリケーションの開発者にアクセスが与えられる。